# تلسکوپ تحقیقات اخترشناسی جنوبی
تلسکوپ تحقیقات اخترشناسی جنوبی (اختصاری SOAR) یک تلسکوپ نوری و فروسرخ نزدیک نوین با دریچهٔ نوری ۴.۱ متر است که در سرو پاچون، شیلی در ارتفاع ۲۷۳۸ متری قرار دارد. این تلسکوپ در سال ۲۰۰۳ راه‌اندازی شد و توسط یک اتحادیه شامل کشورهای برزیل و شیلی، دانشگاه ایالتی میشیگان، رصدخانه میان‌آمریکایی سرو تولولو (CTIO) (بخشی از رصدخانه اپتیکی ملی آمریکا یا NOAO) و دانشگاه کارولینای شمالی در چپل هیل اداره می‌شود. شرکای این پروژه دارای سهم‌های تضمین‌شده‌ای از زمان رصدی بین ۱۰ تا ۳۰ درصد هستند.
این تلسکوپ برای دستیابی به کیفیت تصویری با میانگین ۰٫۷ قوس‌ثانیه‌ در طول‌موج ۵۰۰ نانومتر، از سامانه اپتیک فعال در آینه‌های اولیه و ثانویه خود استفاده می‌کند. چندین ابزار مختلف بر روی آن نصب هستند که در کانون نَسمیت با ظرفیت وزنی بالا و همچنین دو محل با ظرفیت کمتر از نوع کاسگرین قرار دارند. جابه‌جایی بین این ابزارها در عرض چند دقیقه با چرخاندن آینه سوم با زاویه ۴۵ درجه انجام می‌شود. جهت‌گیری این آینه با سرعت بالا تنظیم می‌شود تا از تاری تصویر ناشی از لرزش‌های حاصل از باد جلوگیری شود.

## نمای کلی
مشخصات نوری آن به شرح زیر است:
- قطر کلی M1 برابر با ۴۳۰۰ میلی‌متر
- قطر دیافراگم ورودی برابر با ۴۱۰۰ میلی‌متر
- انسداد مرکزی دیافراگم برابر با ۹۸۰ میلی‌متر
- عدد ضریب اف کاری M1 برابر با ۱٫۶۸۵۵ (کانون نخست در دسترس نیست)
- عدد ضریب اف کاری صفحه کانونی برابر با ۱۶٫۶۲۵
- فاصله کانونی مؤثر برابر با ۶۸۱۷۶٫۳ میلی‌متر
- نسبت گاما (dZ(foc)/dZ(M2)) برابر با ۱۰۰٫۵
- قطر میدان بدون سایه‌افتادگی برابر با ۱۴٫۴ دقیقه قوسی
- شعاع انحنای صفحه کانونی برابر با ۹۶۶٫۳ میلی‌متر
- عمق منحنی نسبت به بیشینه میدان برابر با ۱۰٫۵۹ میلی‌متر[۱]

## ابزارها
ابزارهای موجود (تا مهٔ ۲۰۱۴) عبارت‌اند از:
- تصویرگر فرابنفش–نوری با ۱۶ میلیون پیکسل (SOI، CTIO)
- تصویرگر و طیف‌نگار فروسرخ-نزدیک (طول موج ۱ تا ۲٫۴ میکرومتر) با ۱ میلیون پیکسل از نوع تلورید کادمیوم جیوه (به نام OSIRIS، دانشگاه ایالتی اوهایو / CTIO)
- تصویرگر و طیف‌نگار فرابنفش–نوری با ۱۶ میلیون پیکسل (طیف‌سنج گودمن، دانشگاه کارولینای شمالی)
- تصویرگر فروسرخ-نزدیک (طول موج ۱ تا ۲٫۴ میکرومتر) با ۱۶ میلیون پیکسل از نوع HgCdTe (به نام اسپارتان (SPARTAN)، دانشگاه ایالتی میشیگان)
- ماژول نوری تطبیقی (به نام SAM، CTIO)

ابزارهای بیشتری در حال راه‌اندازی هستند:
- طیف‌نگار میدان‌انتگرالی فرابنفش–نوری با ۱۶ میلیون پیکسل (SIFS، برزیل)

ابزارهای کاربران توسط ستاره‌شناسان یا تیم‌های جداگانه استفاده می‌شوند، اما برای همهٔ کاربران در دسترس نیستند.
ستاره‌شناسان آمریکایی از راه دور و از طریق شبکهٔ اینترنت۲ به این تلسکوپ دسترسی دارند. ستاره‌شناسان شیلیایی و برزیلی از شبکه‌های پرسرعت خود استفاده می‌کنند. یک کاربر در محل، مسئول جهت‌دهی تلسکوپ است، در حالی‌که ستاره‌شناس راه دور ابزارها و دریافت داده‌ها را کنترل می‌کند.
گنبد تلسکوپ SOAR با قطر ۶۶-فوت  (۲۰-متر)، سازهٔ ضدآب با وزن بیش از ۷۰ تن به ارزش ۲ میلیون دلار است.

## نگارخانه

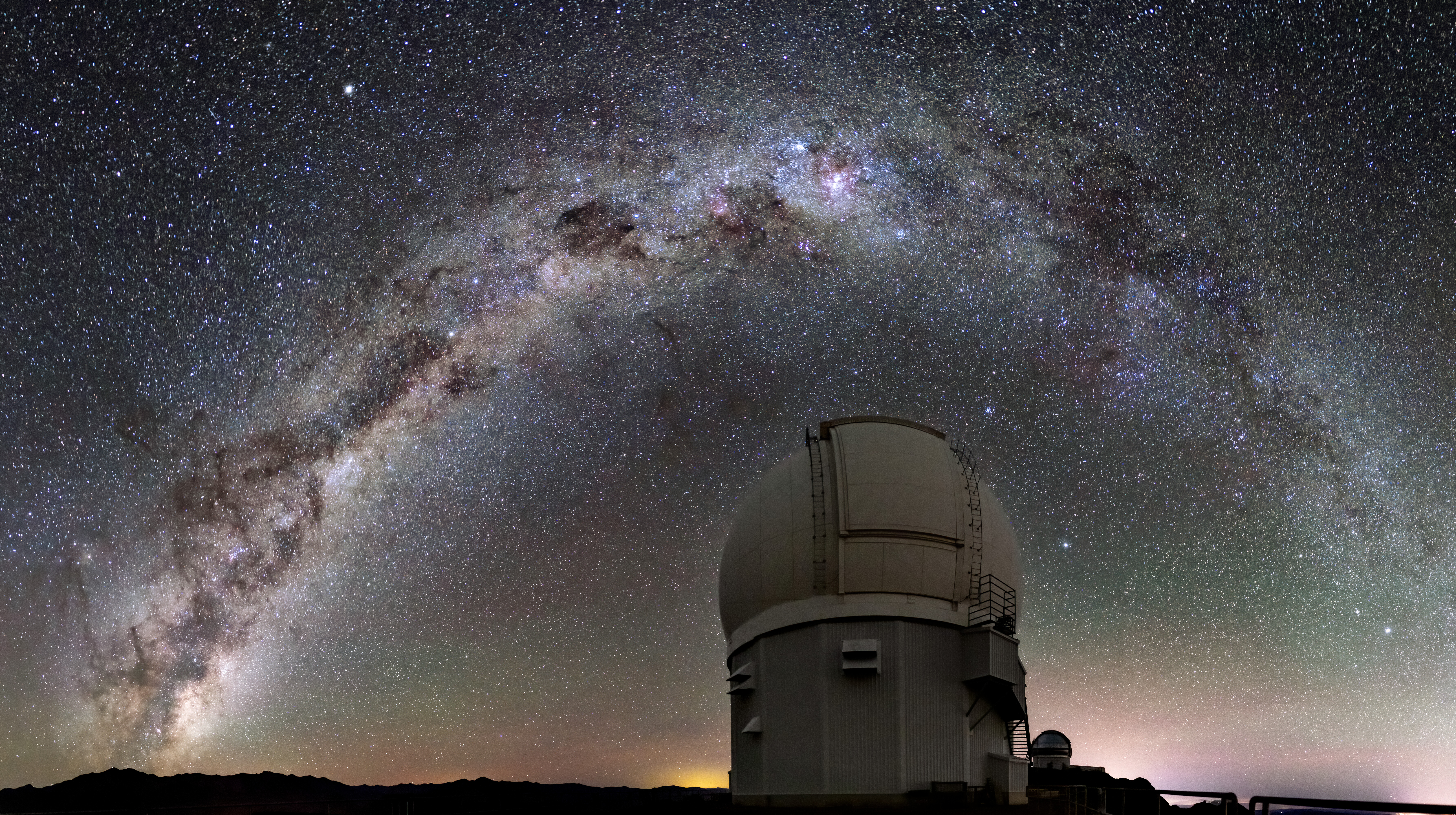
تلسکوپ SOAR زیر راه شیری
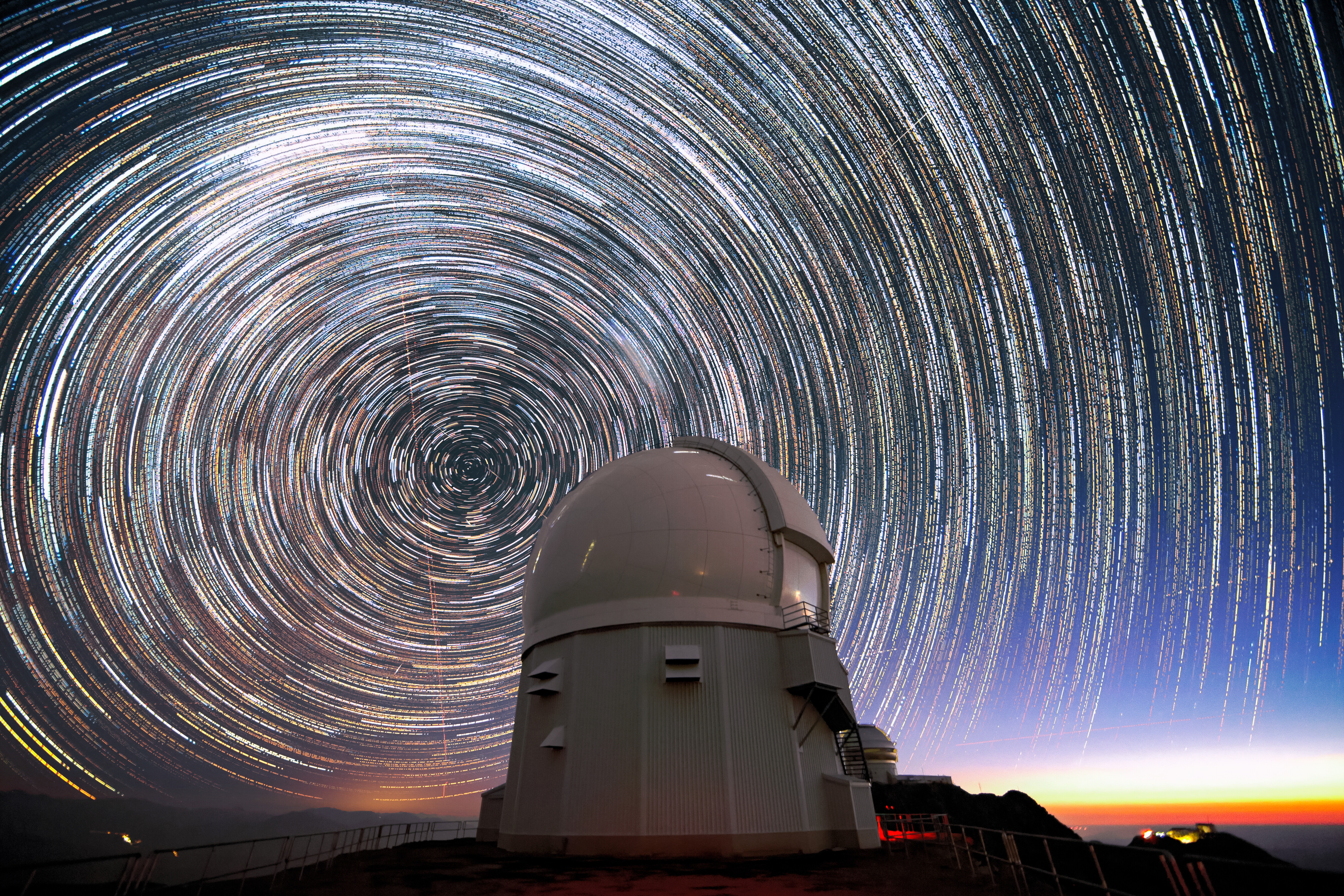
در این تصویر، ستارگان به‌نظر می‌رسد که به دور قطب آسمانی جنوبی می‌چرخند (در مرکز دایره‌ها) بالای تلسکوپ تحقیقات اخترشناسی جنوبی